# Astragalus pseudojohannis
Astragalus pseudojohannis är en ärtväxtart som beskrevs av Maassoumi och Dieter Podlech. Astragalus pseudojohannis ingår i släktet vedlar, och familjen ärtväxter. Inga underarter finns listade i Catalogue of Life.